# 佐佐木小次郎
佐佐木小次郎（？—慶長17年4月13日（1612年5月13日）），日本戰國時代到江戶時代初期的劍術家，號巖流（或作岩流、岩龍、岸流），曾與宫本武藏在巖流島上展開著名的决鬥。現存的相關資料全圍繞著這場被稱為「巖流島決鬥」的比武，且各種記載彼此間歧異甚大，就連「佐佐木小次郎」這個名字的真確性都有疑問。

## 生平
佐佐木小次郎，生年不詳，可能的出生年份跨越永祿年間到天正年間。出生地也有數種說法。由姓氏看來，小次郎可能來自豐前國的豪族。先後從師於「中條流」的富田勢源（後開創「富田流」）和鍾卷自齋（後開創「鍾卷流」）。兩位師範都以「小太刀術」聞名，擅用脇差等較短的刀械。儘管如此，小次郎仍然經常需要使用各種不同的兵器與師傅以及師兄弟練招，可能就是在此過程中，小次郎發現自己更擅長使用野太刀，並漸漸領悟了屬於自己的劍法。
小次郎先在毛利家統治下的安藝國仕官。之後為了修煉武藝，小次郎遊歷各國，最後終於創立了自己的流派「巖流」及秘劍「燕返（燕返し）」，並選用了超過三尺的太刀作為專武。小次郎愛用的太刀，出自名匠「備前長船長光」。隨後，小次郎以其精湛的武藝，成為小倉藩的劍術指導。
慶長17年(1612)，小次郎與知名的劍豪宮本武藏相約決鬥，決鬥的地點選在小倉藩的領地舟島。當時宮本武藏約年近三十，小次郎則有十八歲到七十歲等多種說法或推論。最後小次郎戰敗並死於島上。當地人基於對小次郎的懷念，因此將「舟島」改名為「巖流島」，以紀念小次郎。
與小次郎生平相關的史料極度匱乏，所以關於其人的生平事蹟有不少是出自於推測，雖非毫無根據，但欠缺確切的證據。

## 巖流島決鬥
佐佐木小次郎現存的所有資料，全依附於「巖流島決鬥」的相關記載。但各種記載內容多不相同，以致於連小次郎的名諱都有爭議。
| 史料                                         | 成書年代 | 編纂者                                   | 武藏     | 武藏                           | 武藏                                   | 小次郎             | 小次郎             | 小次郎                                               | 小次郎                                 | 結局                                                                                               |
| 史料                                         | 成書年代 | 編纂者                                   | 年齡     | 兵器                           | 抵達決鬥地                             | 名號               | 年齡               | 出身                                                 | 兵器                                   | 結局                                                                                               |
| -------------------------------------------- | -------- | ---------------------------------------- | -------- | ------------------------------ | -------------------------------------- | ------------------ | ------------------ | ---------------------------------------------------- | -------------------------------------- | -------------------------------------------------------------------------------------------------- |
| 小倉碑文                                     | 1654年   | 宮本伊織(武藏養子)                       | 不明     | 木刀                           | 武藏孤身，約與對手同時抵達             | 岩流               | 不明               | 兵術達人                                             | 三尺真劍                               | 交手一招武藏即搶先擊中對手，一招斃命                                                               |
| 沼田家記                                     | 1672年   | 沼田家家人(根據決鬥見證人沼田延元的記錄) | 不明     | 二刀                           | 約定隻身赴約，武藏的弟子卻偷偷跟到島上 | 小次郎             | 不明               | 豐前的兵法師範                                       | 不明                                   | 武藏獲勝離去，小次郎被武藏的弟子補刀殺死。事後小次郎的弟子憤怒地想要復仇，沼田家派軍隊護送武藏離開 |
| 江海風帆草                                   | 1704年   | 吉田重昌                                 | 十八歳   | 釘滿釘子的木棒                 | 孤身提早抵達                           | 上田宗入           | 不明               | 曾與武藏的父親針鋒相對、對武藏多所批判的長門兵法師範 |                                        | 武藏獲勝                                                                                           |
| 本朝武芸小伝                                 | 1714年   | 日夏繁高                                 | 不明     | 不明                           | 孤身抵達，但觀戰者多屬武藏支持者       | 巖流               | 不明               | 兵法家                                               |                                        | 武藏獲勝                                                                                           |
| 武將感狀記                                   | 1716年   | 熊沢猪太郎                               | 不明     | 船槳削成二尺五吋、一尺八吋二刀 | 不明                                   | 岸流               | 不明               | 兵法家                                               | 三尺餘太刀                             | 武藏飛身擊中對手頭部獲勝                                                                           |
| 兵法大祖武州玄信公傳來(通稱「丹治峰均筆記」) | 1727年   | 丹治峯均(可能是武藏的再傳弟子)           | 十九歳   | 四尺船槳削成，釘了不少釘子     | 孤身提早抵達                           | 津田小次郎         | 不明，但較武藏年長 | 武藏的父親不敢與之決鬥的長門兵法師範                 | 木刀，內藏2尺7吋青江刀                 | 一番激戰後，武藏連續擊中小次郎頭部兩次，小次郎暈厥，在武藏離去後死亡                               |
| 武公伝                                       | 1755年   | 豊田正脩(武藏再傳弟子)                   | 二十九歳 | 船槳削成的木刀                 | 孤身抵達、遲到                         | 巖流小次郎         | 不明               | 富田勢源弟子、細川忠興錄用的豐前兵法師範             | 三尺長刀                               | 武藏擊中小次郎的頭部、再重擊其脇下，小次郎倒下，武藏確認小次郎雖暈厥但未死亡便自行離去             |
| 二天記                                       | 1776年   | 豊田景英(武藏再傳弟子)                   | 二十九歳 | 船槳削成的木刀                 | 孤身抵達、遲到                         | 巖流、佐佐木小次郎 | 十八歳             | 富田勢源弟子、細川忠興錄用的豐前兵法師範             | 三尺餘「備前長船長光」，人稱「物干竿」 | 武藏擊中小次郎的頭部、再重擊其脇下，小次郎倒下，武藏確認小次郎雖暈厥但未死亡便自行離去             |
| 兵法先師傳記                                 | 1782年   | 丹羽信英                                 | 十八歳   |                                | 孤身抵達                               | 津田小次郎         | 不明               | 武藏的父親數次挑戰未果的豐前兵法家                   |                                        | |
| 西遊雑記                                     | 1783年   | 古川古松軒                               | 不明     | 不明                           | 門人弟子四人隨行                       | 佐佐木岩龍         | 不明               | 與武藏在刀術、武藝上有所爭論的長門武藝者             | 不明                                   | 武藏擊殺對手                                                                                       |

## 相關作品

### 小說
- 佐佐木小次郎（1949年–1950年、朝日新聞連載、村上元三著）

### 漫畫
- 宮本武藏（石之森章太郎）
- The 勝負!!（島本和彥）
- 浪人武藏（ムサシ）（原作：小池一夫 作畫：川崎伸）
- 浪人劍客（原作：吉川英治 作畫：井上雄彥）
- YAIBA（作畫：青山剛昌）在該作品中，他是一名400歲的劍士。宮本武藏及柳生十兵衛等歷史人物亦有登場。
- 《終末的女武神》漫畫，作者為梅村真也；為神對人的最終對決的第三回合當中人類方的鬥士。

### 電影
- 佐佐木小次郎（1950年、原作：村上元三、導演：稻垣浩、 主演：大谷友右衛門〔7代目〕）
- 續佐佐木小次郎（1951年、原作：村上元三、導演：稻垣浩、小次郎：大谷友右衛門〔7代目〕）
- 完結佐佐木小次郎（1951年、原作：村上元三、導演：稻垣浩、小次郎：大谷友右衛門〔7代目〕）
- 宮本武藏 一乘寺決鬥（1955年、原作：吉川英治、導演：稻垣浩、小次郎：鶴田浩二）
- 宮本武藏 決鬥巖流島（1956年、原作：吉川英治、導演：稻垣浩、小次郎：鶴田浩二）
- 宮本武藏 二刀流開眼（1963年、導演：内田吐夢、原作：吉川英治、小次郎：高倉健）
- 宮本武藏 一乘寺之決鬥（1964年、導演：内田吐夢、原作：吉川英治、小次郎：高倉健）
- 宮本武藏 巖流島之決鬥（1965年、導演：内田吐夢、原作：吉川英治、小次郎：高倉健）
- 佐佐木小次郎（1967年、導演：稻垣浩、1967年、小次郎：尾上菊之助 ）
- 宮本武藏（1973年、小次郎：田宮二郎）
- 魔界轉生（1981年、小次郎：白井滋郎）
- 巌流島 GANRYUJIMA（2003年、導演：千葉誠治、小次郎：西村雅彥）

### 電視劇
- 巌流島（1992年、NHK、編劇：朱姆斯三木、小次郎：渡邊謙）
- 宮本武藏（2014年、朝日電視台、小次郎：澤村一樹）

### 遊戲
- 戰國無雙系列（光榮，上田祐司配音）
  - 戰國無雙2：猛將傳
  - 戰國無雙4
  - 無雙OROCHI 蛇魔再臨
  - 無雙OROCHI Z
  - 無雙OROCHI 2
  - 無雙OROCHI 蛇魔3
- Fate/stay night，以從者「Assassin」的職階登場，三木真一郎配音
- Fate/Grand Order，沿用《Fate/stay night》中的角色
- Fate/Samurai Remnant，2D动画中的NPC角色，造型与《Fate/stay night》中的佐佐木小次郎相似。
- 對馬戰鬼，遊戲裹也有一名同名的浪人，生性殘酷,最後如原來的小次朗一樣，被主角仁如在巖流島決鬥的宮本武藏殺死。